# Cal Voluntari
Cal Voluntari (escrit també Cal Volentari) és una masia del poble de la Coma, al municipi de la Coma i la Pedra, a la Vall de Lord (Solsonès).